# Asnières-sur-Vègre
Asnières-sur-Vègre település Franciaországban, Sarthe megyében. Lakosainak száma 337 fő (2022. január 1.). Asnières-sur-Vègre Fontenay-sur-Vègre, Tassé, Auvers-le-Hamon, Avoise, Juigné-sur-Sarthe és Poillé-sur-Vègre községekkel határos.

## Népesség
A település népességének változása:
| Lakosok száma | 391  | 400  | 416  | 406  | 403  | 400  | 379  | 358  | 337  |
|               | 2013 | 2015 | 2016 | 2017 | 2018 | 2019 | 2020 | 2021 | 2022 |